# Sulfat de vanadil
El sulfat de vanadil, VOSO₄, és un compost inorgànic de vanadi. Aquest sòlid blau és una de les fonts més comunes de vanadi al laboratori, la qual cosa en reflecteix l'elevada estabilitat. L'ió vanadil, VO2+, ha estat nomenat l'"ió diatòmic més estable". El sulfat de vanadil és un intermedi en l'extracció de vanadi a partir de residus del petroli, com per exemple el sutge. El sulfat de vanadil forma part d'alguns suplements alimentaris i fàrmacs. Aquest compost mimetitza els efectes de la insulina, tot i que els humans no semblen necessitar la seva incorporació a la dieta.

## Síntesi, estructura i reaccions
El sulfat de vanadil s'obté generalment per reducció de l'òxid de vanadi (V) amb diòxid de sofre:
V₂O₅ + 7 H₂O + SO₂ + H₂SO₄ → 2 [V(O)(H₂O)₄]SO₄
En una dissolució aquosa, la sal cristal·litza com a pentahidrat, la cinquena molècula d'aigua no es troba enllaçada al metall al sòlid. Vist com un complex de coordinació, l'ió és octaèdric, amb un lligand oxo, quadre lligands d'aigua equatorials, i un sulfat monodentat. La distància d'enllaç V=O és de 160 pm, uns 50 pm més curta que la dels enllaços V–OH₂. En dissolució, l'ió sulfat es dissocia ràpidament.
El sulfat de vanadil és un precursor comú d'altres derivats vanadílics com el vanadil acetilacetonat:
[V(O)(H₂O)₄]SO₄ + C₅H₈O₂ + Na₂CO₃ → [V(O)(C₅H₇O₂)₂ + Na₂SO₄ + 4 H₂O + CO₂
En dissolució àcida, l'oxidació del sulfat de vanadil dona derivats de color groc d'oxovanadi(V). La seva reducció, per exemple mitjançant zinc, dona derivats de vanadi(III) i vanadi(II), que es caracteritzen pel seu color verd i violeta, respectivament.